# یپاتینگاسیس بوریس

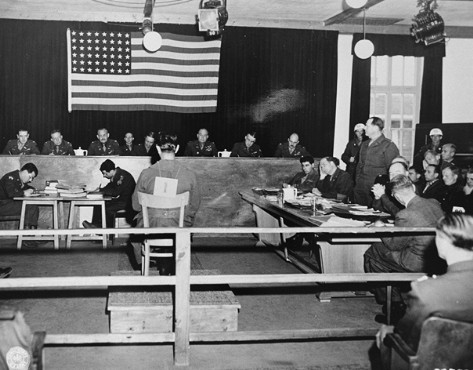
یپاتینگاسیس بوریس

یپاتینگاسیس بوریس (در لیتوانیایی به معنای «جوخه ویژه») یا جوخه ویژه اس‌دی و پلیس امنیت آلمان (Vokiečių Saugumo policijos ir SD ypatingasis būrys) جوخه مرگی لیتوانیایی بود که به آن «همسان لیتوانیایی زوندرکوماندو» نیز می‌گفتند، و در منطقه ویلنیوس فعالیت می‌کرد. این واحد که در درجه نخست از داوطلبان لیتوانیایی تشکیل شده بود، توسط دولت اشغالی آلمان تشکیل شد، و تابع آینزاتس‌کماندو ۹ و بعدها تحت نظارت اس دی و سیپو بود.
برآوردهای مختلفی در مورد اندازه این واحد نظامی وجود دارد. چشلاو میخالسکی، تاریخ‌دان لهستانی، تخمین می‌زند که این واحد از ۵۰ عضو اولیه شکل گرفت، در حالی که تادئوش پیوتروفسکی ادعا می‌کند که در ابتدا ۱۰۰ داوطلب وجود داشتند. به گفته میخالسکی، پس از ایجاد اولیه آن، در زمان‌های مختلف صدها نفر عضو آن بودند. آروناس بوبنیس اما می‌نویسد که این واحد هرگز از هسته‌ای چهل یا پنجاه نفره فراتر نرفت. از این اعضا، نام ۱۱۸ تن شناخته شده‌است، که ۲۰ تن از آن‌ها تحت تعقیب و مجازات قرار گرفته‌اند. این گروه به همراه پلیس آلمان در کشتار پوناری، که در آن حدود ۷۰٬۰۰۰ یهودی، به همراه ۲۰٬۰۰۰ لهستانی و ۸٬۰۰۰ اسیر جنگی شوروی به قتل رسیدند، شرکت داشت.